# Unione Polisportiva Comunale Tavagnacco 2016-2017
Questa voce raccoglie le informazioni riguardanti l'Associazione Sportiva Dilettantistica Unione Polisportiva Comunale Tavagnacco nelle competizioni ufficiali della stagione 2016-2017.

## Stagione
La stagione è partita con il cambio di denominazione in Unione Polisportiva Comunale Tavagnacco dopo la conclusione del rapporto di partnership con la Graphistudio. Alla guida della squadra è stato confermato Amedeo Cassia.
Nella stagione 2016-2017 il Tavagnacco ha disputato il campionato di Serie A, massima serie del campionato italiano femminile di calcio, concludendo al sesto posto con 33 punti conquistati in 22 giornate, frutto di 10 vittorie, 3 pareggi e 9 sconfitte. Nella Coppa Italia è sceso in campo sin dal primo turno: dopo aver sconfitto l'Udinese, il Padova, l'Inter Milano e l'AGSM Verona, ha raggiunto le semifinali del torneo dove è stato eliminato dal Brescia con un netto 4-0.

## Organigramma societario
Area tecnica
- Allenatore: Amedeo Cassia
- Preparatore atletico: Paolo Paveglio
- Preparatore dei portieri: Giovanni Bin
- Massaggiatore: Mario Materassi
- Team Manager: Milena Ceschia

## Rosa
Rosa e numeri aggiornati al 1º ottobre 2016
| N. |                   | Ruolo | Calciatrice        |
| -- | ----------------- | ----- | ------------------ |
| 1  | Italia (bandiera) | P     | Sara Penzo         |
| 4  | Italia (bandiera) | D     | Michela Martinelli |
| 5  | Italia (bandiera) | D     | Gloria Frizza      |
| 6  | Italia (bandiera) | D     | Ambra Pochero      |
| 7  | Italia (bandiera) | A     | Rossella Sardu     |
| 8  | Italia (bandiera) | C     | Alessia Tuttino    |
| 9  | Scozia (bandiera) | A     | Lana Clelland      |
| 10 | Italia (bandiera) | A     | Paola Brumana      |
| 11 | Italia (bandiera) | C     | Elisa Camporese    |
| 12 | Italia (bandiera) | P     | Serena Ferroli     |
| 13 | Italia (bandiera) | D     | Nicole Peressotti  |
| 14 | Italia (bandiera) | C     | Chiara Cecotti     |
| 15 | Italia (bandiera) | C     | Alessandra Dri     |
| 16 | Italia (bandiera) | C     | Maria Zuliani      |

| N. |                   | Ruolo | Calciatrice        |
| -- | ----------------- | ----- | ------------------ |
| 17 | Italia (bandiera) | D     | Federica Veritti   |
| 20 | Italia (bandiera) | A     | Sofia Del Stabile  |
| 22 | Italia (bandiera) | P     | Matilde Copetti    |
| 23 | Italia (bandiera) | D     | Roberta Filippozzi |
| 29 | Italia (bandiera) | A     | Chiara Paroni      |
| 31 | Italia (bandiera) | C     | Giulia Cotrer      |
| 66 | Italia (bandiera) | C     | Rachele Minutello  |
| 92 | Italia (bandiera) | D     | Alice De Val       |
|    | Italia (bandiera) | C     | Veronica Benedetti |
|    | Italia (bandiera) | C     | Silvia Blarzino    |
|    | Italia (bandiera) | C     | Elisa Donda        |
|    | Italia (bandiera) | C     | Chiara Durigon     |
|    | Italia (bandiera) | C     | Siojli Pugnetti    |
|    | Italia (bandiera) | A     | Erika Lauriola     |

## Calciomercato
| Acquisti | Acquisti       | Acquisti | Acquisti      |
| R.       | Nome           | da       | Modalità      |
| -------- | -------------- | -------- | ------------- |
| A        | Erika Lauriola | Udinese  | fine prestito |

| Cessioni | Cessioni     | Cessioni   | Cessioni   |
| R.       | Nome         | a          | Modalità   |
| -------- | ------------ | ---------- | ---------- |
| C        | Alice Parisi | Fiorentina | definitivo |

## Risultati

### Serie A

#### Girone di andata
| Arbitro: | Davide Faraon (Conegliano) |

|                                     |           |  |
| Camporese 7’ Clelland 54’, 59’, 65’ | Marcatori |  |

| Arbitro: | Marco Paletta (Lodi) |

|                                                                    |           |                        |
| Piemonte 1’ Di Criscio 28’ Williams 36’ Pasini 76’ Bruinenberg 90’ | Marcatori | 50’ Sardu 81’ Clelland |

| Arbitro: | Anna Scapolo (Padova) |

|                                          |           |                  |
| Brumana 1’ Clelland 51’, 66’ Tuttino 62’ | Marcatori | 73’, 90’ Longato |

| Arbitro: | Gabriele Gandolfo (Bra) |

|              |           |                                      |
| Giacinti 54’ | Marcatori | 60’ Zuliani 73’, 81’ (rig.) Clelland |

| Arbitro: | Ernesto Pinchetti (Sesto San Giovanni) |

|                                           |           |              |
| Clelland 12’, 50’ Brumana 56’ Zuliani 71’ | Marcatori | 85’ Iannella |

| Arbitro: | Mattia Ubaldi (Roma) |

|                                   |           |  |
| Sabatino 34’, 64’ Serturini 90+1’ | Marcatori |  |

| Arbitro: | Emanuele Renzullo (Torre del Greco) |

|                                                                |           |                              |
| Tuttino 24’ Camporese 30’ Clelland 39’ Brumana 45+1’ Sardu 87’ | Marcatori | 55’ Stivaletta 58’ Marinelli |

| Arbitro: | Andrea Masciale (Molfetta) |

|                               |           |                                       |
| Martinovic 49’, 54’ Nagni 65’ | Marcatori | 7’ Zuliani 70’ Filippozzi 85’ Tuttino |

| Arbitro: | Alessio Ferranti (Perugia) |

|                            |           |                                                 |
| Polli 3’ Monterubbiano 34’ | Marcatori | 33’ Clelland 46’ Tuttino 63’ Brumana 77’ Frizza |

| Arbitro: | Matteo Pierobon (Castelfranco Veneto) |

|               |           |                                         |
| Brumana 90+1’ | Marcatori | 13’, 42’ Parisi 83’ Bonetti 88’ Caccamo |

| Arbitro: | Tommaso Righi (Bologna) |

|                                |           |            |
| Pochero 6’ (aut.) Ferrario 63’ | Marcatori | 12’ Frizza |

#### Girone di ritorno
| Arbitro: | Stefania Menicucci (Lanciano) |

|                                                       |           |                          |
| Mazzucchetti 11’ Puglisi 32’ Vivirito 63’ Moretti 89’ | Marcatori | 57’ Sardu 62’ Filippozzi |

| Arbitro: | Davide Conti (Seregno) |

|                       |           |                            |
| Paroni 56’ Frizza 64’ | Marcatori | 26’ (rig.), 79’ Gabbiadini |

| Arbitro: | Julio Milan Silvera (Valdarno) |

|                              |           |                        |
| Baldini 54’ Colasuonno 90+1’ | Marcatori | 55’ Brumana 68’ Paroni |

| Arbitro: | Davide Faraon (Conegliano) |

|                          |           |                   |
| Clelland 13’, 40’ (rig.) | Marcatori | 70’ Pellegrinelli |

| Arbitro: | Luca De Angeli (Milano) |

|                        |           |             |
| Sodini 46’ Mellano 70’ | Marcatori | 55’ Brumana |

| Arbitro: | William Villa (Rimini) |

|              |           |                               |
| Camporese 3’ | Marcatori | 19’, 52’ Bonansea 84’ Girelli |

| Arbitro: | Pierpaolo Natilla (Molfetta) |

|                             |           |                                                                     |
| Carrozzi 32’ Stivaletta 79’ | Marcatori | 11’ (aut.) Innerhuber 15’, 54’, 71’ Brumana 40’ Sardu 83’ Camporese |

| Arbitro: | Andrè Scialla (Vicenza) |

|                                  |           |  |
| Clelland 11’, 25’, 29’ Sardu 56’ | Marcatori |  |

| Arbitro: | Andrea Bordin (Bassano del Grappa) |

|                        |           |                                            |
| Clelland 49’, 82’, 84’ | Marcatori | 4’ Monterubbiano 23’, 53’ Polli 46’ Catena |

| Arbitro: | Filippo Ridolfi (Pesaro) |

|                         |           |  |
| Caccamo 47’ Bonetti 70’ | Marcatori |  |

| Arbitro: | Andrea Furlan (San Donà di Piave) |

|                                               |           |                  |
| Clelland 18’, 33’, 86’ Frizza 32’ Brumana 72’ | Marcatori | 14’, 44’ Coppola |

### Coppa Italia
| Arbitro: | Daniele De Prato (Udine) |

| |           |  |
| Clelland 9’, 30’, 37’ (rig.), 49’, 52’ Lauriola 11’, 41’ Del Stabile 15’ Zuliani 24’, 79’ Frizza 71’, 73’ Camporese 74’ Dri 77’, 78’ Benedetti 88’ | Marcatori |  |

| Arbitro: | Dario Duzel (Castelfranco Veneto) |

|  |           |                                                                                     |
|  | Marcatori | 20’, 22’, 23’, 55’, 58’ Clelland 39’, 48’ Del Stabile 42’, 78’ Lauriola 70’ Tuttino |

| Arbitro: | Silvia Gasperotti (Rovereto) |

|                                 |           |  |
| Clelland 8’ Tuttino 28’ Dri 52’ | Marcatori |  |

| Arbitro: | Gabriele Restaldo (Ivrea) |

|                        |           |                                   |
| Rognoni 53’ Borges 76’ | Marcatori | 9’ Clelland 14’ Sardu 15’ Brumana |

| Arbitro: | Maria Teresa Travascio (Moliterno) |

|                                                                  |                      |                                                                 |
| Clelland 30’, 62’                                                | Marcatori            | 11’ Gabbiadini 57’ Giugliano                                    |
| Zuliani Tuttino Camporese Clelland Martinelli Filippozzi Brumana | Tiri di rigore 7 – 6 | Gabbiadini Boattin Giugliano Piemonte Di Criscio Galli Thalmann |

| Arbitro: | Anna Scapolo (Padova) |

|                                           |           |  |
| Cernoia 42’, 77’ Girelli 68’ Sabatino 85’ | Marcatori |  |

## Statistiche

### Statistiche di squadra
| Competizione | Punti | In casa | In casa | In casa | In casa | In casa | In casa | In trasferta | In trasferta | In trasferta | In trasferta | In trasferta | In trasferta | Totale | Totale | Totale | Totale | Totale | Totale | DR  |
| Competizione | Punti | G       | V       | N       | P       | Gf      | Gs      | G            | V            | N            | P            | Gf           | Gs           | G      | V      | N      | P      | Gf     | Gs     | DR  |
| ------------ | ----- | ------- | ------- | ------- | ------- | ------- | ------- | ------------ | ------------ | ------------ | ------------ | ------------ | ------------ | ------ | ------ | ------ | ------ | ------ | ------ | --- |
| Serie A      | 33    | 11      | 7       | 1       | 3       | 35      | 21      | 11           | 3            | 2            | 6            | 24           | 28           | 22     | 10     | 3      | 9      | 59     | 49     | +10 |
| Coppa Italia | -     | 3       | 2       | 1       | 0       | 21      | 2       | 3            | 2            | 0            | 1            | 13           | 6            | 6      | 4      | 1      | 1      | 34     | 8      | +26 |
| Totale       | -     | 14      | 9       | 2       | 3       | 56      | 23      | 14           | 5            | 2            | 7            | 37           | 34           | 28     | 14     | 4      | 10     | 93     | 57     | +36 |

### Andamento in campionato
| Giornata  | 1 | 2 | 3 | 4 | 5 | 6 | 7 | 8 | 9 | 10 | 11 | 12 | 13 | 14 | 15 | 16 | 17 | 18 | 19 | 20 | 21 | 22 |
| --------- | - | - | - | - | - | - | - | - | - | -- | -- | -- | -- | -- | -- | -- | -- | -- | -- | -- | -- | -- |
| Luogo     | C | T | C | T | C | T | C | T | T | C  | T  | T  | C  | T  | C  | T  | C  | T  | C  | C  | T  | C  |
| Risultato | V | P | V | V | V | P | V | N | V | P  | P  | P  | N  | N  | V  | P  | P  | V  | V  | P  | P  | V  |
| Posizione | 1 | 3 | 3 | 3 | 3 | 5 | 4 | 5 | 4 | 6  | 5  | 6  | 6  | 6  | 6  | 6  | 6  | 6  | 6  | 6  | 6  | 6  |

Legenda:

Luogo: C = Casa; T = Trasferta. Risultato: V = Vittoria; N = Pareggio; P = Sconfitta.

### Statistiche delle giocatrici
| Giocatore      | Serie A  | Serie A | Serie A     | Serie A    | Coppa Italia | Coppa Italia | Coppa Italia | Coppa Italia | Totale   | Totale | Totale      | Totale     |
| Giocatore      | Presenze | Reti    | Ammonizioni | Espulsioni | Presenze     | Reti         | Ammonizioni  | Espulsioni   | Presenze | Reti   | Ammonizioni | Espulsioni |
| -------------- | -------- | ------- | ----------- | ---------- | ------------ | ------------ | ------------ | ------------ | -------- | ------ | ----------- | ---------- |
| V. Benedetti   | -        | -       | -           | -          | 1            | 1            | 0            | 0            | 1        | 1      | 0           | 0          |
| S. Blarzino    | -        | -       | -           | -          | -            | -            | -            | -            | -        | -      | -           | -          |
| P. Brumana     | 21       | 11      | 3           | 0          | 2            | 1            | 0            | 0            | 23       | 12     | 3           | 0          |
| E. Camporese   | 20       | 4       | 3           | 0          | 4            | 1            | 0            | 0            | 24       | 5      | 3           | 0          |
| C. Cecotti     | 22       | 0       | 1           | 0          | 3            | 0            | 0            | 0            | 25       | 0      | 1           | 0          |
| L. Clelland    | 21       | 23      | 2           | 0          | 5            | 14           | 0            | 0            | 26       | 37     | 2           | 0          |
| M. Copetti     | 3        | -10     | 0           | 0          | 3            | 0            | 0            | 0            | 6        | -10    | 0           | 0          |
| G. Cotrer      | 6        | 0       | 0           | 0          | 2            | 0            | 0            | 0            | 8        | 0      | 0           | 0          |
| A. De Val      | -        | -       | -           | -          | -            | -            | -            | -            | -        | -      | -           | -          |
| S. Del Stabile | 16       | 0       | 0           | 0          | 4            | 3            | 0            | 0            | 20       | 3      | 0           | 0          |
| E. Donda       | 1        | 0       | 0           | 0          | -            | -            | -            | -            | 1        | 0      | 0           | 0          |
| A. Dri         | 9        | 0       | 0           | 0          | 4            | 3            | 0            | 0            | 13       | 3      | 0           | 0          |
| C. Durigon     | 1        | 0       | 0           | 0          | 1            | 0            | 0            | 0            | 2        | 0      | 0           | 0          |
| S. Ferroli     | 18       | -36     | 0           | 0          | 2            | -6           | 0            | 0            | 20       | -42    | 0           | 0          |
| R. Filippozzi  | 20       | 2       | 4           | 0          | 5            | 0            | 2            | 1            | 25       | 2      | 6           | 1          |
| G. Frizza      | 22       | 4       | 2           | 0          | 5            | 2            | 1            | 0            | 27       | 6      | 3           | 0          |
| E. Lauriola    | -        | -       | -           | -          | 2            | 4            | 0            | 0            | 2        | 4      | 0           | 0          |
| M. Martinelli  | 21       | 0       | 3           | 0          | 5            | 0            | 0            | 0            | 26       | 0      | 3           | 0          |
| R. Minutello   | -        | -       | -           | -          | 1            | 0            | 0            | 0            | 1        | 0      | 0           | 0          |
| C. Paroni      | 7        | 2       | 0           | 0          | 1            | 0            | 0            | 0            | 8        | 2      | 0           | 0          |
| S. Penzo       | -        | -       | -           | -          | -            | -            | -            | -            | -        | -      | -           | -          |
| N. Peressotti  | -        | -       | -           | -          | 1            | 0            | 0            | 0            | 1        | 0      | 0           | 0          |
| A. Pochero     | 16       | 0       | 1           | 0          | 2            | 0            | 0            | 0            | 18       | 0      | 1           | 0          |
| S. Pugnetti    | -        | -       | -           | -          | 1            | 0            | 0            | 0            | 1        | 0      | 0           | 0          |
| R. Sardu       | 22       | 5       | 2           | 0          | 2            | 1            | 0            | 0            | 24       | 6      | 2           | 0          |
| A. Tuttino     | 20       | 4       | 1           | 0          | 5            | 2            | 1            | 0            | 25       | 6      | 2           | 0          |
| F. Veritti     | 2        | 0       | 0           | 0          | 2            | 0            | 0            | 0            | 4        | 0      | 0           | 0          |
| M. Zuliani     | 12       | 3       | 2           | 0          | 4            | 2            | 0            | 0            | 16       | 5      | 2           | 0          |